# Carlos Solchaga

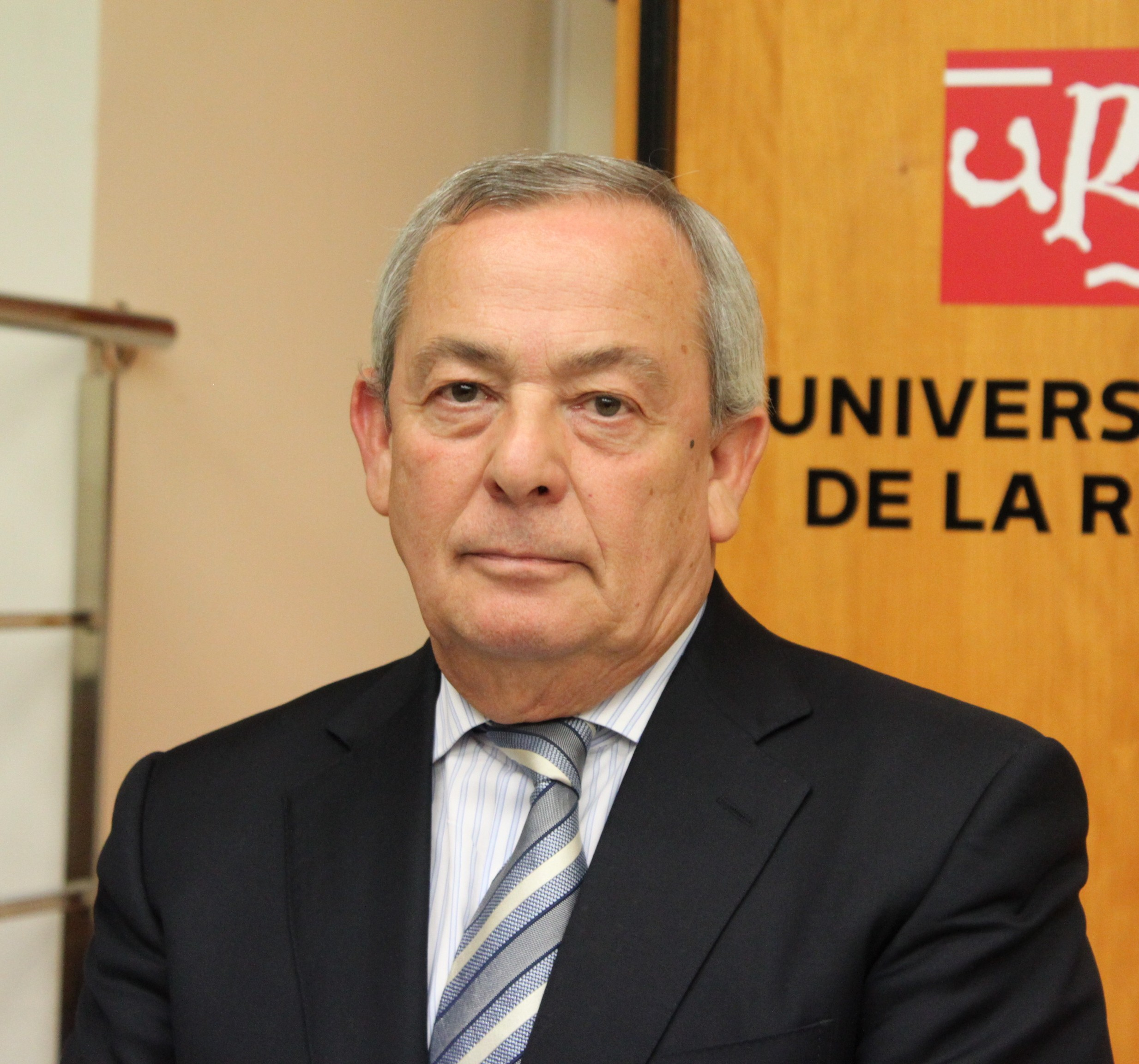
Carlos Solchaga (2011)

Carlos Solchaga Catalán (* 28. Mai 1944 in Tafalla, Navarra) ist ein spanischer Wirtschaftswissenschaftler, Hochschullehrer und Politiker des Partido Socialista Obrero Español (PSOE), der unter anderem zwischen 1980 und 1994 Mitglied des Congreso de los Diputados war, des Unterhauses der Cortes Generales. Er fungierte zudem von 1982 bis 1985 erst als Minister für Industrie und Energie sowie im Anschluss zwischen 1985 und 1993 als Minister für Wirtschaft und Finanzen.

## Leben

### Wirtschaftswissenschaftler, Hochschullehrer und Bankmanager
Carlos Solchaga Catalán begann nach dem Besuch der Grundschulde Colegio de los Escolapios in seinem Geburtsort Tafalla und der Oberschule Instituto de Pamplona ein Studium der Wirtschaftswissenschaften an der Universität Complutense Madrid, welches er 1965 mit einem Lizenziat (Licenciado en Ciencias Económicas) beendete. Im Anschluss lehrte er zwischen 1966 und 1970 als Dozent für Ökonomische Theoriengeschichte an der Universität Complutense Madrid und schloss an dieser 1968 auch seine Promotion zum Doktor der Wirtschaftswissenschaften ab. Nachdem er von 1970 bis 1971 ein postgraduales Studium an der Sloan School of Management des Massachusetts Institute of Technology (MIT) absolviert hatte, nahm er zwischen 1971 und 1973 wieder seine Lehrtätigkeit an der Universität Complutense wieder auf. Daraufhin wurde er 1973 Mitarbeiter von Luis Ángel Rojo in der Entwicklungsplanung, im Ministerium für Finanzen und Handel sowie im Forschungsdienst der Bank von Spanien. Im Auftrag der Banco de España verbrachte er eine Zeit lang bei der Basler Siedlungsbank (Schweiz), wo er Luis Ángel Rojo bei einem Treffen der „Zwanzig“ zur Reform des Währungssystems vertrat.
Nach seiner Rückkehr nach Madrid war Solchaga sieben Monate lang stellvertretender Direktor des Studiendienstes des Nationalen Industrieinstituts INI (Instituto Nacional de Industria) und kehrte dann zur Bank von Spanien zurück, wo er bis Juni 1976 als Leiter der Abteilung Zahlungsbilanz und internationale Wirtschaft fungierte. Anschließend wurde er Leiter des Forschungsdienstes der Bank von Vizcaya in Bilbao BBVA (Banco Bilbao Vizcaya Argentaria) und war bis Juni 1979 Berater des Präsidenten der BBVA. Seine politische Tätigkeit begann an der Universität, wo er sich an den Kämpfen von Studenten und unbefristeten Professoren beteiligte. Im Mai 1975 trat er der geheimen sozialistischen Organisation Madrids bei, wo er Mitglied und Sekretär der Arbeitsgruppe „Jaime Vera“ war. Er lebte in Bilbao und war seit März 1978 Mitglied der Exekutivkommission der PSE-PSOE und vom 28. Juni 1979 bis zum 22. April 1980 Handelsminister des Generalrates der Autonomen Gemeinschaft des Baskenlandes unter dem Vorsitz von Carlos Garaikoetxea.

### Abgeordneter und Minister

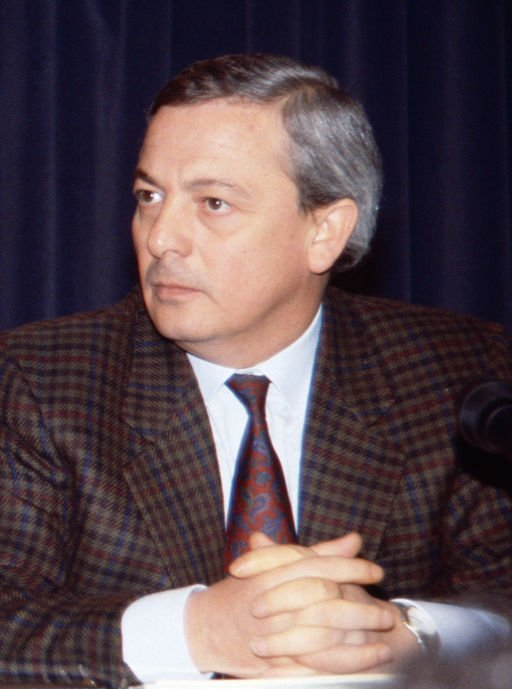
Carlos Solchaga (1991)

Bei der Parlamentswahl am 1. März 1979 kandidierte Carlos Solchaga für den Partido Socialista Obrero Español (PSOE) im Wahlkreis Álava zunächst erfolglos für ein Mandat im Abgeordnetenhaus. Allerdings wurde er nach dem Ausscheiden von José Antonio Aguiriano am 26. März 1980 als dessen Nachrücker am 16. April 1980 erstmals Mitglied des Abgeordnetenhauses (Congreso de los Diputados), des Unterhauses des Parlaments (Cortes Generales), und vertrat in diesem nach seinen darauf folgenden Wiederwahlen bis zu seinem Mandatsverzicht am 4. Mai 1994 den Wahlkreis Álava beziehungsweise seit 1982 den Wahlkreis Navarra. Zu Beginn seiner Parlamentszugehörigkeit war er in der ersten Legislaturperiode (1979 bis 1982) Ordentlicher Sprecher des Sprechergremiums (Junta de Portavoces) sowie Mitglied verschiedener Ausschüsse.
Nach dem Sieg des PSOE bei der Parlamentswahl am 28. Oktober 1982 wurde Solchaga am 3. Dezember 1982 in das Kabinett González I als Minister für Industrie und Energie (Ministro de Industria y Energía) berufen. Er bekleidete dieses Amt bis zu einer Regierungsumbildung am 3. Juli 1985, woraufhin Joan Majó am 5. Juli 1985 seine Nachfolge antrat. Er selbst übernahm bei dieser Umbildung des Kabinetts am 5. Juli 1985 von Miguel Boyer das Amt als Minister für Wirtschaft und Finanzen (Ministro de Economía y Hacienda). Das Amt als Minister für Wirtschaft und Finanzen behielt er nach den Siegen des PSOE bei den darauf folgenden Wahlen auch im darauf folgenden zweiten Kabinett (25. Juli 1986 bis 6. Dezember 1989) und im dritten Kabinett González (6. Dezember 1989 bis 14. Juli 1993). Als Finanzminister fungierte er zudem von August 1991 bis Juli 1993 als Präsidenten des Interimsausschusses des Internationalen Währungsfonds. 1993 wurde er mit dem Großkreuz des Ordens Karls III. geehrt. Nach seinem Ausscheiden aus der Regierung war er als Nachfolger von Eduardo Martín Toval vom 7. Juni 1993 bis zu seiner Ablösung durch Joaquín Almunia am 5. Juli 1994 Vorsitzender der PSOE-Fraktion im Abgeordnetenhause und zugleich wieder ordentlicher Sprecher des Sprechergremiums.

### Rückzug aus der Politik, Medienmanager und Wirtschaftsberater
Am 4. Mai 1994 trat Carlos als Mitglied des Congreso de los Diputados zurück, als er vom sogenannten „Ibercop-Fall“ betroffen war, an dem der von 1984 bis 1992 amtierende ehemalige Gouverneur der Bank von Spanien Mariano Rubio beteiligt war, dessen stärkster Befürworter er gewesen war. Er zog sich aus dem politischen Leben zurück und widmete sich privaten Aktivitäten. Im Anschluss rückte Francisco San Martín am 10. Mai 1994 für als Abgeordneter nach.
Im Juni 1994 übernahm Solchaga den Posten als Präsident des Redaktionsausschusses des Medienkonzerns Grupo Recoletos-Pearson sowie als Herausgeber der Wirtschaftszeitung „Expansión“ und der Zeitschrift „Actualidad Económica“. Gleichzeitig war er außerordentlicher Professor an der Universität Pompeu Fabra in Barcelona und lehrte dort an der Fakultät für Wirtschaftswissenschaften das Fach Spanische Wirtschaftswissenschaften. Als die Recoletos-Pearson-Gruppe die Tageszeitung „El Mundo“ kaufte, trat er im November 1998 von seiner Position in dieser Gruppe zurück, weil er mit der „journalistischen Erpressung“ (‚periodismo-chantaje‘), die durch den Direktor dieses Medienunternehmens, Pedro J. Ramírez, verkörpert wurde, unvereinbar war. Im April 1999 wurde er zum Berater für Wirtschaftsinformationen und strategische Fragen des Medienkonzerns Grupo Prisa, Herausgeberin der größten spanischen Tageszeitung „El País“, ernannt und im April 2001 zum Berater des argentinischen Wirtschaftsministers Domingo Cavallo in der Regierung von Präsident Fernando de la Rúa. Er beriet auch die kubanische Regierung in wirtschaftspolitischen Fragen. Schließlich war er geschäftsführender Gesellschafter des Beratungsunternehmens „Solchaga, Recio y Asociados“ mit Sitz in Madrid. 2017 wurde ihm ferner das Großkreuz des Ordens Alfons X. des Weisen. Aus seiner Ehe mit Gloria Barba gingen die beiden Söhne Carlos und Miguel Solchaga hervor.

## Veröffentlichungen
- El final de la edad dorada, Taurus, Madrid 1997
- Las cosas como son, Galaxia Gutenberg, Barcelona 2017
- La economía de la democracia (1976–2016), Mitautoren Pedro Solbés Mirá, Luis de Guindos, Espasa, Barcelona 2017